# Aglaomorpha drynarioides
Aglaomorpha drynarioides är en stensöteväxtart som först beskrevs av William Jackson Hooker, och fick sitt nu gällande namn av M.C.Roos. Aglaomorpha drynarioides ingår i släktet Aglaomorpha och familjen Polypodiaceae. Inga underarter finns listade.